# Comtés de l'État du New Hampshire

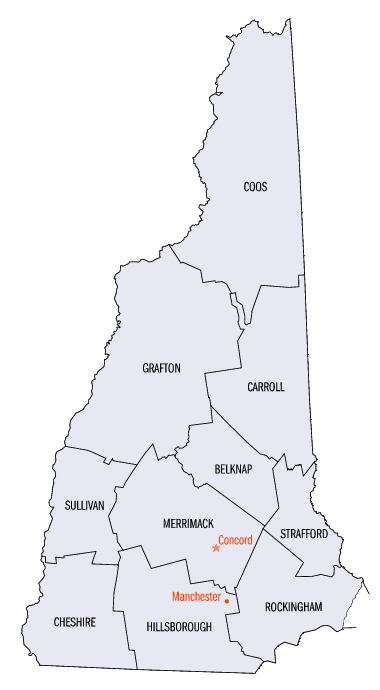
Comtés du New Hampshire.

L'État américain du New Hampshire est divisé en dix comtés (counties). Cinq des comtés ont été créés en 1769, lorsque le New Hampshire était encore une colonie britannique et non un État, lors de la première subdivision de l'État en comtés. Les derniers comtés créés sont les comtés de Belknap et de Carroll, en 1840. 
La majorité des comtés du New Hampshire ont été nommés en l'honneur d'éminents Britanniques ou Américains ou en référence à des lieux ou caractéristiques géographiques. Seul le nom d'un comté provient d'une langue amérindienne : il s'agit du comté de Coös, qui, en langues algonquiennes signifie petits pins. 
Les comtés ont tendance à être plus petits dans la région située l'extrémité sud de l'État, où la population du New Hampshire est concentrée. Ils sont plus grands dans la région du Nord  qui est moins peuplée.

## Liste des comtés
| Comté                 | Code FIPS | Siège du comté       | Fondation | Origine                                                    | Étymologie                                                                                            | Population (2020) | Superficie (terre) | Carte |
| --------------------- | --------- | -------------------- | --------- | ---------------------------------------------------------- | --- | ----------------- | ------------------ | ----- |
| Comté de Belknap      | 001       | Laconia              | 1840      | Parties du comté de Merrimack et du comté de Strafford     | Jeremy Belknap (1744-1798), historien du New Hampshire                                                | 63 705            | 1 039 km2          |       |
| Comté de Carroll      | 003       | Ossipee              | 1840      | Partie du comté de Strafford                               | Charles Carroll de Carrollton (1732-1832), dernier signataire vivant de la déclaration d'indépendance | 50 107            | 2 419 km2          |       |
| Comté de Cheshire     | 005       | Keene                | 1769      | L'un des cinq comtés originaux                             | Cheshire, comté anglais                                                                               | 76 458            | 1 832 km2          |       |
| Comté de Coös         | 007       | Lancaster            | 1803      | Partie du comté de Grafton                                 | Mot amérindien signifiant tordu, référence à un coude du fleuve Connecticut                           | 31 268            | 4 663 km2          |       |
| Comté de Grafton      | 009       | Haverhill            | 1769      | L'un des cinq comtés originaux                             | Augustus FitzRoy (1735-1811), Premier ministre du Royaume-Uni                                         | 91 118            | 4 438 km2          |       |
| Comté de Hillsborough | 011       | Manchester et Nashua | 1769      | L'un des cinq comtés originaux                             | Wills Hill (1718-1793), premier Marquis de Downshire                                                  | 422 937           | 2 270 km2          |       |
| Comté de Merrimack    | 013       | Concord              | 1823      | Parties du comté de Hillsborough et du comté de Rockingham | Fleuve Merrimack                                                                                      | 153 808           | 2 420 km2          |       |
| Comté de Rockingham   | 015       | Brentwood et Exeter  | 1769      | L'un des cinq comtés originaux                             | Charles Watson-Wentworth (1730-1782), deuxième Marquis de Rockingham                                  | 314 176           | 1 800 km2          |       |
| Comté de Strafford    | 017       | Dover                | 1771      | L'un des cinq comtés originaux                             | William Wentworth (1626-1695), deuxième comte de Strafford                                            | 130 889           | 955 km2            |       |
| Comté de Sullivan     | 019       | Newport              | 1827      | Partie du comté de Cheshire                                | John Sullivan (1740-1795), troisième et cinquième gouverneur du New Hampshire                         | 43 063            | 1 392 km2          |       |